# Sidamové

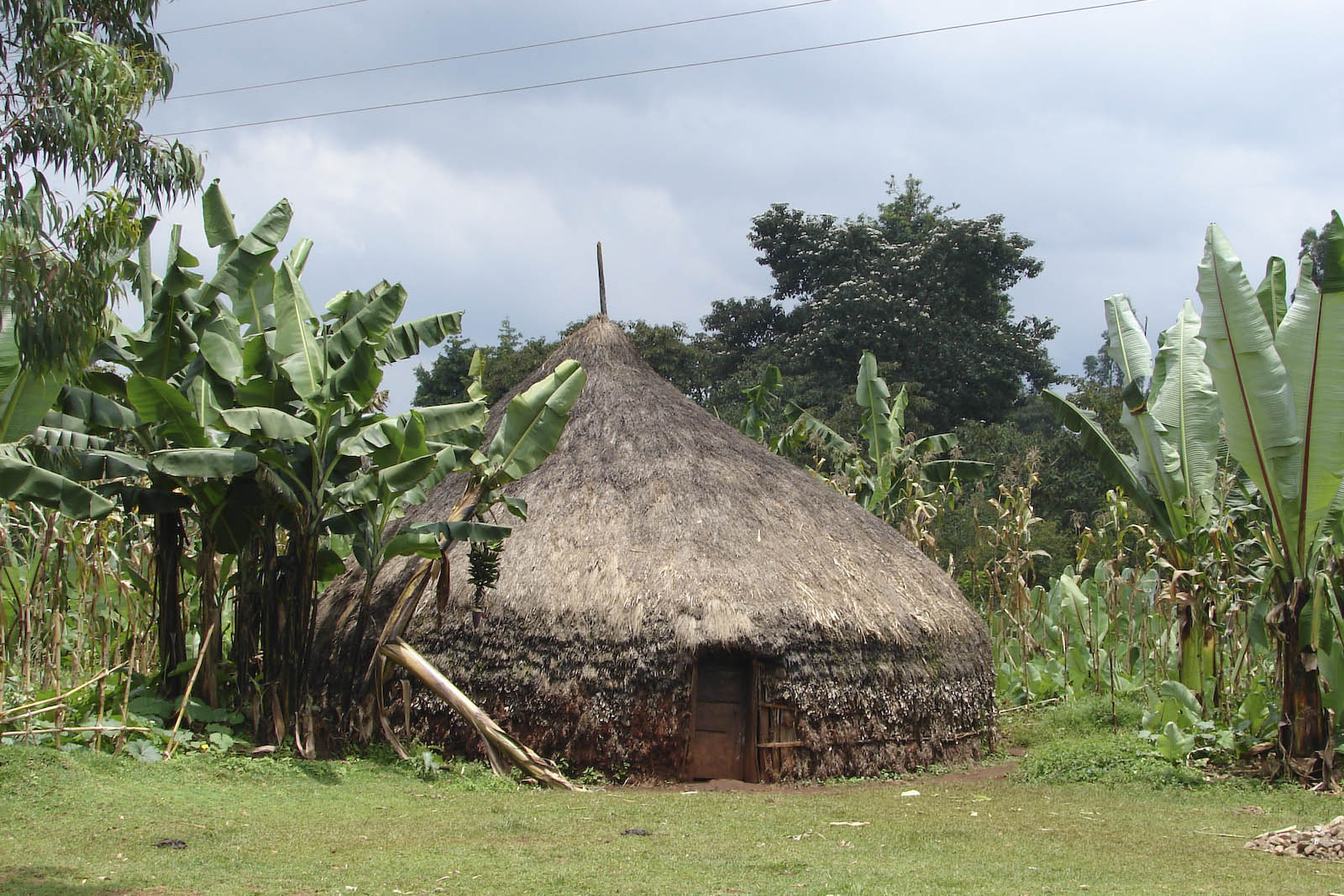
Sidamská chatrč

Sidamové jsou kmen žijící na území Etiopie, při hranicích s Keňou. Obývají oblasti podél Velké příkopové propadliny, kde se nacházejí náhorní plošiny, místy rozrušené roklemi, řekami nebo jezery. Vzdálenost od hlavního města země Addis Abeby je asi 170 km. Mají vyhrazeno federální území Sidamo. Jejich počet se odhaduje na 2 až 4 milionů, údaje se velmi liší. Jejich jazyk spadá do skupiny kušitských jazyků, kde nejpoužívanějším jazykem je oromština.

## Hospodářství
Za posledních 200 let se jejich způsobit života vyvinul odlišně od ostatních pastevců, hovořících stejným jazykem a žijících podél etiopsko-keňské hranice. Od minulosti pokračují v tradici smíšeného hospodářství. To kombinuje pastevectví se zemědělstvím. Pastevectví a chov dobytka je v posledních letech na ústupu kvůli stále se zmenšujícím plochám pastvin a nemocemi dobytka způsobenými mouchou tse-tse. Nicméně stále zůstává chov dobytka důležitým zdrojem obživy pro některé komunity. Mezi významné plodiny, které se zde pěstují, patří kukuřice, čirok, pšenice, jáhly, cukrová třtina a Ensete ventricosum neboli Weese (falešný banánovník), jehož plody jsou nejedlé, ale kořeny se zpracovávají na mouku a listy se používají k pletení košíků, stavbě domů apod. Spolu s velkým množstvím zeleniny se od 50. let pěstuje káva jako plodina určená především pro export. Oblast Sidama se výrazně změnila s dopadem komercionalizace pěstování kávy, dochází k intenzifikaci pěstování a káva se stala plodinou číslo jedna. Káva zde pěstovaná nese název „Etiopie Sidamo“. Stejně jako většina afrických káv jí charakterizují malá šedavá zrnka, která mají svou cenu zejména pro hluboké, kořeněné a květinové aroma s příchutí vína anebo čokolády. Zisk z exportu kávy ale neproudí zpět do oblasti a tak je území Sidamů jedním z nejzaostalejších v zemi. Nedávno se stala další významnou plodinou rostlina s narkotickými účinky nazývaná Chat, jejíž listy se žvýkají a mají stimulační účinky. Vzhledem ke klesajícím cenám kávy na světových trzích dochází ke zhoršení životní situace Sidamů a vyskytují se obavy, že by kávové plantáže mohly být zcela nahrazeny pěstováním této drogy.
Oblast obývaná Sidami se vyznačuje nízkým rozvojem průmyslu, existuje jen velmi málo výrobních továren. Vláda zde vlastní keramické, textilní závody a továrnu na zpracování dřeva. Těžba zde prakticky neexistuje i přes dobrý potenciál nerostných surovin. Rozvoj sociálních služeb je také velmi špatný. Na dodávky elektřiny a vody má monopol vláda a tyto dodávky jsou přísně omezeny. Obchodní a dopravní služby jsou omezeny na několik málo městských oblastí. Sidamo má velký turistický potenciál v podobě Velké příkopové propadliny a zdejších jezer, špatná dostupnost však brání dalšímu rozvoji.

## Způsob života
Sidamové žijí v domorodém, rovnostářském, kulturním systému respektujícím demokratické zásady. Stejně jako dříve žijí Sidamové ve vesničkách kaca, kde jednotlivé domácnosti mají svou zahradu nebo pole a na okolních pastvinách pasou svůj dobytek. Osady jsou seskupeny s těmi sousedními do olau, které je podobné družstvu a má sloužit k lepší organizaci práce, zajišťuje spolupráci při stavbě domů, údržbě komunikací apod. Také společně vykonávají rituály a slaví svátky. Obě tyto úrovně bydlení představují politické subjekty pro vytvoření místní politiky a řešení sporů na základě domluvy.
Sidamové jsou rozdělení do exogamních patriarchálních klanů, v jejichž čele stojí spíše symbolicky hlavní vůdce mote. Avšak ve skutečnosti je základem právně-politického systému generační systém tříd Qua. Generační třídy neoddělují jen mladší od starších, ale tvoří především základ pro dodržování morálního kodexu Halalu. V komunitě neexistují žádné konečné stupně podle věku nebo sociálních rolí. Spíše zde jsou tři stupně: preiniciační, iniciační a starší. Tyto stupně jsou zahrnuty v každé z pěti tříd, které se mění komplikovanými rituály každých sedm let. Při postupu do nové třídy vede iniciační obřad vůdce gaderi, který je speciálně vybrán pro jeho vlastnosti jakou jsou: rétorické schopnosti, tělesná dokonalost, rozvážnost a moudrost. Má také roli mírotvůrce. Jako muž míru se nemůže podílet ve válce nebo na jiných násilných činnostech. Má řešit spory uvnitř své vesnice, ale může být také požádán, aby vyjednával s ostatními osadami kdekoliv na území Sidamo, pokud se starší neshodnou. Sociální systém vesnic je také založen na vztazích mladších se staršími, ve kterém jsou znalosti a bohatství postupně předávány od starších mladším, výměnou za jejich práci, respektování a ochranu komunity. V tomto velmi příznivém životním prostředí, kde Sidamové žijí, poskytují vesnice téměř optimální podmínky pro to, aby celé populace měly dostatek zdrojů a udržely si zdraví a pocit pohody. Vztahy otce a syna vykazují kombinaci autority, laskavosti a představují model pro fungování Lua (komunity, vesnice).
Urovnání sporů a tvorba politiky náleží shromáždění starších songd. Proti rozhodnutí se dá odvolávat od nižších k vyšším radám, ale pokud se stěžovatel domnívá, že jeho případ je příliš závažný, může jít hned k nejvyšší radě. Koncentrací politické moci do rukou starších může být Sidama považována za gerontokracii. Procesy jsou vedeny s velkou slušností, jsou proloženy metaforami a moralizujícími příběhy, které mají uvolnit napětí v době sporu. Věří, že problém nelze vyřešit pouhým uplatněním právních předpisů, ale že je nutné prověřit celý kontext, ve kterém ke konfliktu došlo.
Pokud spor představuje závažný problém pro společenství, pokouší se ho znovu projednat se staršími, ale také s již mrtvými staršími. Obě skupiny starších představují harmonický celek v idealizovaném kontextu Halalu. Halalu se dá přeložit jako skutečný způsob života, se kterým by měli žít v souladu všichni Sidamové. Halalu odkazuje na význam vzájemnosti, odpor k nenasytnosti a závisti, výraz dobré vůle a štědré pohostinnosti. Hlavním cílem je zachovat soudržnost komunity. Specifika halalu se mohou měnit s časem nebo s kontextem jak je vykládají starší, ale vždy je to se záměrem zachovat mír.

## Náboženství
Mýtus o stvoření Sidamů vypráví, že po stvoření člověka žil nebeský bůh Magano, kterého pokládají za svého otce, mezi nimi, aby je učil. Magano kromě lidí také stvořil přírodu, nebe, Slunce, hvězdy a vše okolo nás. Říká se, že se Magano hádal s lidmi v otázce mortality, nabízel lidem možnost volby mezi nesmrtelností nebo reprodukčním pokračováním. Když si ale vybrali reprodukci, stále si ztěžovali na smrt, to Magana rozčarovalo natolik, že se vrátil na nebe. Tam vytvořil nebeská tělesa, mezi kterými byly rodinné vazby. Měsíc je manželem Slunce a určuje reprodukční životaschopnost tím, že umožňuje výpočet doby mezi početím a narozením. Sidamové věří, že se jim bude dařit tak dlouho, dokud budou žít v souladu s pravidly a dohodami s Maganem. Sidamové také věří v dobré a zlé duchy.
Systém halalu je dostatečně flexibilní a dokáže se měnícím se sociálním kontextům. Morální kodex halalu se především zabývá otázkami harmonie ve společenství. Sidamové provádí rituály společně se všemi členy komunity, aby vyzvali Magano k vyřešení nějaké závažné krize, jako jsou sucho, nemoci nebo ohrožení sociální soudržnosti. Při řešení osobních problému se jedinci radí s příbuznými a přáteli. Není jisté, zda víra v posmrtný život je původní součástí halalu nebo byla přijata vlivem amharských křesťanů nebo muslimských obchodníků. Nicméně Sidamové naznačují existenci jakési brány na obloze, na každé straně brány jsou příkopy, jeden velmi hluboký a druhý plný ohně. Magano se u této brány zeptá zemřelého, zda neměl sexuální vztah s blízkými příbuznými nebo jim nevzal peníze a zda byl prospěšný komunitě. Pokud jsou odpovědi nevyhovující, stráví zemřelí věčnost balancováním mezi oběma propastmi, ale vždy nakonec spadne do jedné z nich. Ti, kteří žili v souladu s halalu, mohou projít bránou do věčné pohody. Ačkoli mezi Sidami dnes žijí jak křesťané, muslimové tak i animisté, všichni věří v morální kodex halalu, podle kterého se snaží žít.
Porušení tohoto morálního kodexu lze obvykle určit dostupnými důkazy a přiznáním provinění. Přijetí provinění je ideální, je třeba se řídit pokutou uloženou staršími. Pokud jsou pokuty zaplaceny, může se pachatel vrátit do společenství. Kdyby popřel provinění, a trval na tom, že je rozhodnutí nespravedlivé, navzdory důkazům, bude staršími uložen ostrakismus Sira. Lidé se odsouzenému budou vyhýbat, odmítnou s ním pracovat, komunikovat nebo s ním jíst. Bude následovat napomenutí halalu a Magano. To je nejtěžší ze všech možných kleteb: sám tvůrce způsobí, že viník, jeho žena, děti a nebo dobytek, onemocní nebo zemřou.

## Vztah k centrální vládě
Mytologie Sidamů představuje mnoho příběhů o válčení mezi klany. Největší počet sporů se týkal porušení hranic nebo čarodějnictví. Největší pozdvižení způsobilo dobytí Amharské říše a začlenění do etiopského státu v roce 1894. Kdy za vlády císaře Menelika II. docházelo k mnohým rozporům, které souvisely s rostoucím počtem obyvatel a nedostatkem půdy. Sidamové stále vedli a vedou osvobozenecká hnutí. Dříve proti invazi Itálie, dnes proti federální vládě, která podle nich popírá základní demokratická práva, snaží se podrobit si všechny národy v zemi. Za tímto účelem vznikla i „Sidama national liberation organisation“. Přes nedostatek nadšení s novou vládou a etnickou politickou autonomií, stále existují volně v přírodě, mimo dosah silnic, komunity řízené radou starších, která je Sidami respektována, ale vládní instituce ji ignorují. I když je Etiopie federální stát, sdílení moci mezi ústřední vládou a nově vytvořenými etnickými státy na jihu nebylo dosaženo. Ta zpravidla postrádají skutečnou samostatnost, ústřední vláda nadále kontroluje etnické enklávy v rozporu se zásadou federalismu. Etiopie tedy nezapadá do západního modelu federalismu.